# Canthidium paranum
Canthidium paranum är en skalbaggsart som beskrevs av Edgar von Harold 1867. Canthidium paranum ingår i släktet Canthidium och familjen bladhorningar. Inga underarter finns listade.